# Risiocnemis moroensis
Risiocnemis moroensis är en trollsländeart som beskrevs av Hämäläinen 1991. Risiocnemis moroensis ingår i släktet Risiocnemis och familjen flodflicksländor. Inga underarter finns listade i Catalogue of Life.